# トランセンド

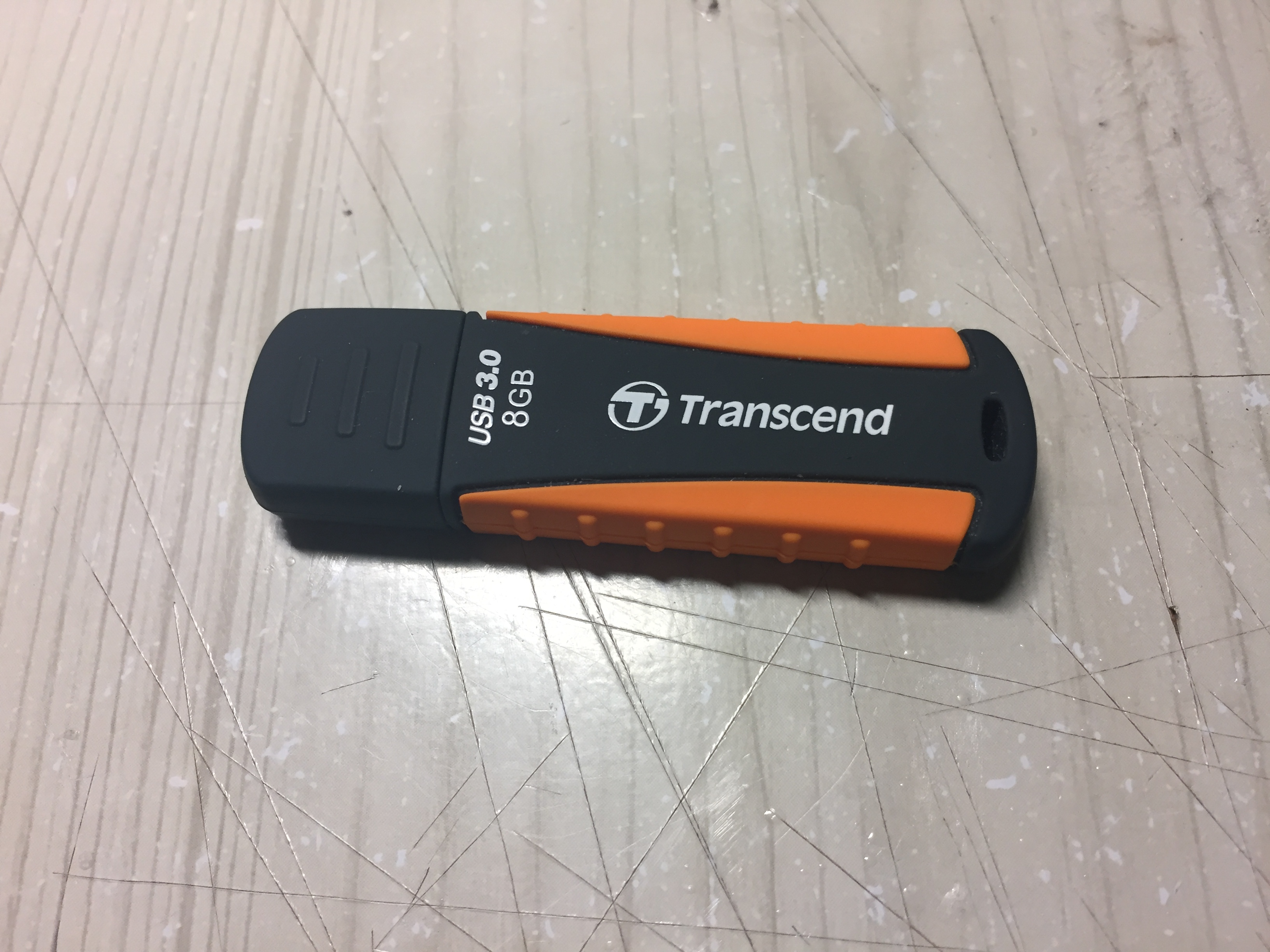
Transcend USB flash drives

トランセンド・インフォメーション（Transcend Information, Inc.、TWSE: 2451）は、台湾台北市に本拠地を置き半導体メモリ製品を中心に製造を行う企業である。1988年8月に Peter Shu（束崇萬）によって設立された。アメリカ合衆国、ドイツ、オランダ、イギリス、日本、香港、中華人民共和国、インド、韓国に支社を持つ。
日本法人はトランセンドジャパン株式会社（Transcend Japan、1996年12月設立）で、本社は東京都台東区蔵前1-8-5 トランセンドビル。

## 沿革
創始者のピーター・シュウは、1988年に台北でトランセンドを設立した。最初に開発した製品は、高精度な漢字フォントを出力できる「JetMate」と呼ばれるレーザープリンターのドライバソフトウェアと、さらに「KeyPro」というセキュリティシステムである。
1997年には、ISO-9001の認証を取得した。この頃には、日本の東京にもオフィスを展開し、デジタルカメラ専用のメモリーカードや PC-100 DIMM規格のPC用メモリの販売も開始した。

## 特徴
- USBメモリでは業界の中でも強く、2007年のデータではサンディスクとキングストンに次いで世界第3位のシェア（8.7%）をもつ。
- 2006年度から高価格から低価格へと路線変更した際、他企業との連携を重視している。
- メモリ関連の商品は永久保証を売りとするものが多くある[要出典]。
- ISO9001認証を取得している。